# Dudley Richards
Dudley Shaw „Dud” Richards (ur. 4 lutego 1932 w Providence, zm. 15 lutego 1961 w Berg) – amerykański łyżwiarz figurowy startujący w parach sportowych z Maribel Owen. Uczestnik igrzysk olimpijskich w Squaw Valley (1960), wicemistrz Ameryki Północnej (1961) oraz mistrz Stanów Zjednoczonych (1961).
Zginął śmiercią tragiczną w wieku 29 lat, w katastrofie lotu Sabena 548 w drodze na mistrzostwa świata 1961 do Pragi m.in. razem z partnerką sportową Maribel Owen.

## Życiorys
Urodził się w Providence, jako drugie dziecko Ruth i Byrona Richards. Wychowywał się ze starszym bratem Rossem i młodszą siostrą Susan w Pawtucket w stanie Rhode Island.
W 1954 roku ukończył studia na Uniwersytecie Harvarda i przez krótki czas służył w służbach specjalnych amerykańskiej armii, występując w międzyczasie w rewii łyżwiarskiej Casa Carioca w Garmisch-Partenkirchen w Niemczech. Ponadto pracował jako zarządca nieruchomości i był bliskim przyjacielem przyszłego senatora Teda Kennedy'ego.

### Kariera
Zaczął jeździć na łyżwach w wieku 9 lat, w lokalnym klubie Providence Figure Skating Club. W 1943 r. wygrał wszystkie tytuły w Eastern Sectionals w konkurencji solistów. W 1946 r. został mistrzem Stanów Zjednoczonych w kategorii Novice i zaraz po tym uszkodził szyję w wypadku podczas nurkowania. Był zmuszony przerwać karierę łyżwiarską na półtora roku. Po powrocie do sportu wygrał mistrzostwa Stanów Zjednoczonych 1951 w kategorii juniorów. W tym samym roku zajął 5. miejsce na mistrzostwach świata. Rok później również był 5., a dwa lata później 6. 
Po powrocie ze służby do cywila wznowił karierę łyżwiarską w konkurencji par sportowych. Wcześniej także trenował w tej konkurencji, z Tenley Albright w 1951 i z Anitą Andres w 1954 r. W 1957 roku jego partnerką sportową została Maribel Owen, zaś ich trenerką została jej matka Maribel Vinson. W 1958 roku zdobyli brązowy medal mistrzostw Stanów Zjednoczonych i powtórzyli ten sukces rok później. Na mistrzostwach świata 1959 zajęli 6. lokatę. W 1960 roku zostali wicemistrzami Stanów Zjednoczonych i podobnie jak siostra Maribel, zostali wybrani do reprezentacji olimpijskiej. Na igrzyskach olimpijskich 1960 w Squaw Valley zajęli 10. miejsce, podobnie jak na kończących sezon olimpijski mistrzostwach świata. W 1961 roku zostali mistrzami Stanów Zjednoczonych. Maribel i jej siostra Laurie odniosły ten sam sukces na tych samych zawodach. Następnie Maribel i Dudley zostali wicemistrzami Ameryki Północnej

### Śmierć i upamiętnienie
15 lutego 1961 wszyscy pasażerowie tj. 18-osobowa reprezentacja Stanów Zjednoczonych w łyżwiarstwie figurowym, a także trenerzy, rodzice i sędziowie zginęli w katastrofie lotu Sabena 548 w drodze na mistrzostwa świata 1961 do Pragi. Samolot rozbił się w Berg, niedaleko Brukseli. Katastrofa miała miejsce we wsi Berg pod Brukselą. Wśród 73 ofiar był 29-letni Dudley, jego 20-letnia partnerka Maribel, jej 16-letnia siostra Laurie oraz ich trenerka Maribel Vinson. Przyczyna katastrofy pozostała nieznana. 
Dudley i jego partnerka sportowa Maribel pozostawali w związku. Spekulowano, że tuż po mistrzostwach świata mieli ogłosić swoje zaręczyny.
W 50. rocznicę katastrofy, Richards pozostali łyżwiarze polegli w wypadku, zostali uhonorowani w U.S. Figure Skating Hall of Fame Class of 2011.
17 lutego 2011 amerykańska federacja U.S. Figure Skating wydała film dokumentalny Rise 1961 przedstawiający odrodzenie amerykańskiej reprezentacji łyżwiarskiej po śmierci łyżwiarskiej elity kraju.

## Osiągnięcia

### Pary sportowe
Z Maribel Owen
| Zawody                           | 1958           | 1959           | 1960           | 1961           |                |                |                |                |                |                |                |                |                |                |                |                |                |
| Międzynarodowe                   | Międzynarodowe | Międzynarodowe | Międzynarodowe | Międzynarodowe | Międzynarodowe | Międzynarodowe | Międzynarodowe | Międzynarodowe | Międzynarodowe | Międzynarodowe | Międzynarodowe | Międzynarodowe | Międzynarodowe | Międzynarodowe | Międzynarodowe | Międzynarodowe | Międzynarodowe |
| -------------------------------- | -------------- | -------------- | -------------- | -------------- | -------------- | -------------- | -------------- | -------------- | -------------- | -------------- | -------------- | -------------- | -------------- | -------------- | -------------- | -------------- | -------------- |
| Igrzyska olimpijskie             |                |                | 10             |                |                |                |                |                |                |                |                |                |                |                |                |                |                |
| Mistrzostwa świata               |                | 6              | 10             |                |                |                |                |                |                |                |                |                |                |                |                |                |                |
| Mistrzostwa Ameryki Północnej    |                |                |                | 2              |                |                |                |                |                |                |                |                |                |                |                |                |                |
| Krajowe                          |                |                |                |                |                |                |                |                |                |                |                |                |                |                |                |                |                |
| Mistrzostwa Stanów Zjednoczonych | 3              | 3              | 2              | 1              |                |                |                |                |                |                |                |                |                |                |                |                |                |

### Soliści
| Zawody                           | 1946           | 1951           | 1952           | 1953           |                |                |                |                |                |                |                |                |                |                |                |                |                |
| Międzynarodowe                   | Międzynarodowe | Międzynarodowe | Międzynarodowe | Międzynarodowe | Międzynarodowe | Międzynarodowe | Międzynarodowe | Międzynarodowe | Międzynarodowe | Międzynarodowe | Międzynarodowe | Międzynarodowe | Międzynarodowe | Międzynarodowe | Międzynarodowe | Międzynarodowe | Międzynarodowe |
| -------------------------------- | -------------- | -------------- | -------------- | -------------- | -------------- | -------------- | -------------- | -------------- | -------------- | -------------- | -------------- | -------------- | -------------- | -------------- | -------------- | -------------- | -------------- |
| Mistrzostwa świata               |                | 5              | 5              | 6              |                |                |                |                |                |                |                |                |                |                |                |                |                |
| Krajowe                          |                |                |                |                |                |                |                |                |                |                |                |                |                |                |                |                |                |
| Mistrzostwa Stanów Zjednoczonych | 1 N            | 1 J            |                | 3              |                |                |                |                |                |                |                |                |                |                |                |                |                |

## Nagrody i odznaczenia
- Amerykańska Galeria Sławy Łyżwiarstwa Figurowego – 2011[12][10]